# Вильярруэль, Лукас
Лукас Вильярруэль (исп. Lucas Villarruel; род. 13 ноября 1990[…], Буэнос-Айрес) — аргентинский футболист, полузащитник клуба «Химнасия и Эсгрима» (Мендоса).

## Биография
Вильярруэль — воспитанник клуба «Уракан». 5 марта 2012 года в матче против «Бока Унидос» он дебютировал в Примере B. 10 ноября в поединке против «Альмиранте Браун» Лукас забил свой первый гол за «Уракан». В 2014 году Вильярруэль помог команде выиграть Кубок Аргентины и выйти в элиту.
15 февраля 2015 года в матче против «Унион Санта-Фе» Лукас дебютировал в аргентинской Примере. 25 февраля в поединке Кубка Либертадорес против венесуэльского «Минерос Гуаяна» забил гол.
Летом 2016 года Вильярруэль на правах аренды перешёл в «Олимпо». 10 сентября в матче против «Лануса» он дебютировал за новую команду. Летом 2018 года Лукас перешёл в «Дефенса и Хустисия».

## Достижения
- Обладатель Кубка Аргентины (1): 2013/14
- Обладатель Суперкубка Аргентины (1): 2014
- Вице-чемпион Эквадора (1): 2020
- Обладатель Суперкубка Эквадора (1): 2021
- Финалист Южноамериканского кубка (1): 2015